# Азевейн
Азевейн (нід. Azewijn) — село в нідерландській провінції Гелдерланд, на кордоні із Німеччиною. Входить до муніципалітету Монтферланд.
Перша згадка про населений пункт датується 1025-им роком.